# اوپنهایمر
اوپنهایمر (به انگلیسی: Oppenheimer) یک نام خانوادگی‌ست. افراد شاخص با این نام به ترتیب تاریخ تولد از این قرارند:
- یوزف زوس اوپنهایمر (۱۶۹۸-۱۷۳۸)، بانکدار یهودی اهل آلمان و یهودی دربار در دربار دوک کارل الکساندر
- فرانتس اوپنهایمر (۱۸۶۴–۱۹۴۳)، یک اقتصاددان اهل آلمان
- ارنست اوپنهایمر (۱۸۸۰–۱۹۵۷)، کارآفرین، بازرگان و مدیر ارشد اجرایی آلمانی ساکن آفریقای جنوبی
- رابرت اوپنهایمر (۱۹۰۴ –۱۹۶۷)، فیزیکدان نظری آمریکایی و استاد دانشگاه برکلی(برادر فرانک اوپنهایمر)
- فرانک اوپنهایمر (۱۹۱۲–۱۹۸۵)، فیزیکدان اهل ایالات متحده آمریکا(برادر رابرت اوپنهایمر)
- آلن اوپنهایمر، هنرپیشه، بازیگر سینما، و صدا پیشه اهل ایالات متحده آمریکا
- نیکی اوپنهایمر، کارآفرین و سرمایه‌دار اهل آفریقای جنوبی
- پیتر اوپنهایمر، نایب رئیس ارشد و مدیر امور مالی در شرکت اپل
- جاشوآ اوپنهایمر، کارگردان اهل ایالات متحده آمریکا